# King's Lynn Town F.C.
King's Lynn Town FC là một câu lạc bộ bóng đá có trụ sở tại King's Lynn, Norfolk, Anh. Đội bóng hiện thi đấu tại National League và có sân nhà ở Walks.

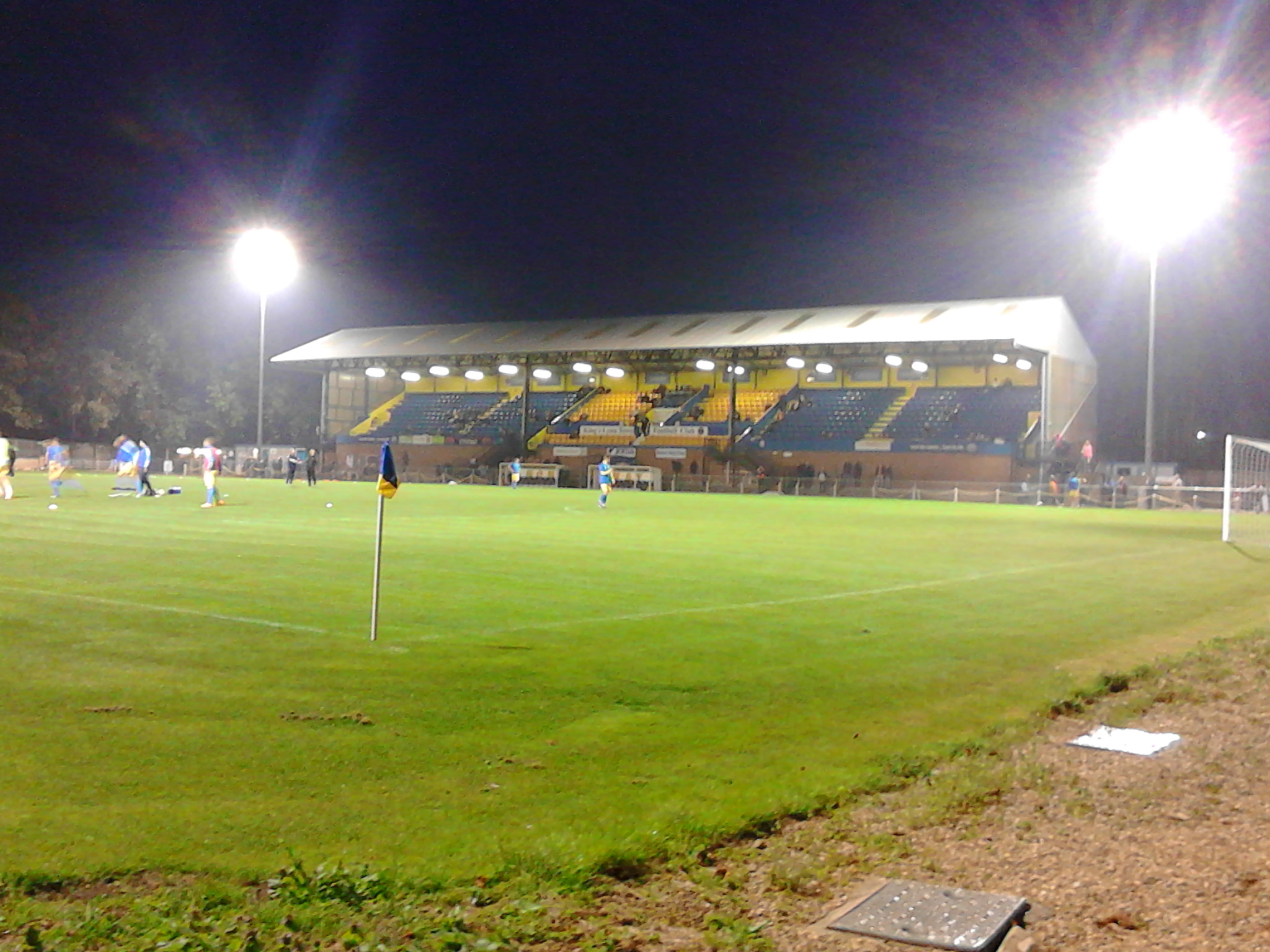
Sân vận động The Walks

## Danh hiệu
- National League
  - Nhà vô địch National League North mùa giải 2019–20
- Northern Premier League
  - Nhà vô địch Division One South mùa giải 2012–13[3]
- Norfolk Senior Cup
  - Nhà vô địch mùa giải 2016–17[4]

## Records
- Thành tích tốt nhất tại FA Cup: Vòng hai mùa giải 2020–21[5]
- Thành tích tốt nhất tại FA Trophy: Vòng ba mùa giải 2012–13[5]
- Thành tích tốt nhất tại FA Vase: Bán kết mùa giải 2010–11[5]
- Chiến thắng đậm nhất: 7–1 trước Gosport Borough, Southern League Premier Division, ngày 6 tháng 2 năm 2018[6]